# Пірцхалаїшвілі Джоні Михайлович
Пірцхалаїшві́лі Джоні Михайлович (груз. ჯონი ფირცხალაიშვილი, нар. 22 травня 1947, Ланчхуті, Грузинська РСР, СРСР) — радянський та грузинський військовик, генерал-лейтенант, міністр оборони (1991–1992), начальник Генерального штабу Збройних сил Грузії (1998–2003).

## Життєпис
У 1980-х роках командував дивізією Радянської армії на території Української РСР. У 1988 році, після присвоєння військового звання «генерал-майора», попросив про відставку за станом здоров'я та був призначений військовим комісаром однієї з українських областей.
У вересні 1991 року, після отримання Грузією незалежності, указом Президента країни Звіада Гамсахурдії був призначений на посаду Міністра оборони Грузії. Під час грудневого перевороту керував обороною Будинку уряду. Після поразки Гамсахурдії та приходу до влади заколотників поступився міністерським кріслом Левану Шарашенідзе і відійшов від справ.
У лютому 1996 року указом Едуарда Шеварднадзе призначений на посаду командуючого Сухопутними військами Збройних сил Грузії, а у червні того ж року став першим заступником Міністра оборони. На відміну від очільника міністерства Надібаїдзе, що мав відверто проросійську позицію, Пірцхалаїшвілі обстоював необхідність розширення зв'язків та тісної співпраці з Україною, чому, не в останню чергу, сприяли зв'язки генерала, здобуті під час служби на території цієї країни. Саме він став ініціатором приїзду до Грузії міністра оборони України Олександра Кузьмука та підписання кількох важливих угод у військовій галузі. Розбіжність у поглядах з Надібаїдзе призвела до того, що Шеварднадзе довелося обирати між міністром та його першим заступником і вибір було зроблено не на користь останнього, внаслідок чого у червні 1997 року Пірцхалаїшвілі було звільнено з посади.
Після відставки Вардена Надібаїдзе та приходу до Міністерства оборони Давида Тевзадзе у 1998 році, Джоні Пірцхалаїшвілі обійняв посаду начальника Генерального штабу ЗС Грузії, де продовжив політику співпраці з Україною та США. 17 червня 1999 року отримав військове звання «генерал-лейтенанта». У тому ж році грузинські війська вперше були відправлені з миротворчою місією до Косово, а у 2003 — до Іраку. Під час його перебування на посаді планувалася поставка Україною зенітних ракет, що мали б бути розташовані на кордоні з Росією, а також було затверджено американську програму GTEP, що мала на меті підвищення кваліфікації грузинських військовиків за рахунок тренінгів спеціалістів з США та Британії. 15 вересня 2003 року Пірцхалаїшвілі подав у відставку з поста начальника Генерального штабу.
Під час Парламентських виборів 2003 року, що закінчилися фальсифікаціями та Трояндовою революцією, балотувався від блоку Едуарда Шеварднадзе «За нову Грузію» по Ланчхутському муніципалітету. Після революційних подій відійшов від політичного життя країни.
У травні 2009 року з посиланням на МВС Грузії з'явилася інформація щодо запланованого у Збройних силах Грузії військового перевороту, що мали очолити високопосадові військові керівники минулих років. Допомогти їм у цьому мали б 5 тисяч російських солдат. До списку підозрюваних учасників бунту зарахували і генерал-лейтенанта Пірцхалаїшвілі, однак він заперечив свою причетність та зазначив, що людей, згаданих у списку бунтівників, не бачив вже більше п'яти років.